# Tepuia cardonae
Tepuia cardonae là một loài thực vật có hoa trong họ Thạch nam. Loài này được A.C.Sm. miêu tả khoa học đầu tiên năm 1950.